# V402 Большой Медведицы
V402 Большой Медведицы (лат. V402 Ursae Majoris) — двойная затменная переменная звезда типа W Большой Медведицы (EW) в созвездии Большой Медведицы на расстоянии приблизительно 3132 световых лет (около 960 парсеков) от Солнца. Видимая звёздная величина звезды — от +14,99m до +14,57m. Орбитальный период — около 0,3039 суток (7,2936 часов).